# Thomasomys otavalo
Thomasomys otavalo — вид ссавців родини хом'якових (Cricetidae). Ареал: Еквадор.
T. igor наразі відомі менш ніж у 10 місцевостях, усі між ісп. Área de Protección Hídrica Otavalo Mojanda, від високогір'я Інтаг у провінції Імбабура до Кордильєр-де-Каяпас на кордоні провінції між Есмеральдасом та Імбабура, на висотах 2290–3685 метрів. Вид географічно обмежений басейнами річок Міра (на півночі), Гвайябамба (на півдні), на заході — міжандською долиною, на сході — вологими тропічними лісами.
Хвіст дуже довгий (близько 144 % довжини голови й тулуба). Білий кінчик хвоста 15–35 мм. Спина рівномірно сірувато-коричнева.